# 라핀타나
라핀타나(스페인어: La Pintana)는 칠레 산티아고 수도주 산티아고 현의 코무나이다.